# SeaQuest DSV – A mélység birodalma
A SeaQuest DSV - A mélység birodalma (eredeti cím: SeaQuest DSV) egy amerikai sci-fi sorozat, amelyet Rockne S. O'Bannon készített. A műsor egy SeaQuest DSV 4600 nevű tengeralattjáró legénységének kalandjairól szól. A sorozat eseményei 2018-ban játszódnak, amikor az emberiség már minden környezeti erőforrást kihasznált, kivéve az óceánban lévőket. Új kolóniák jöttek ott létre és a legénységnek a feladata, hogy megvédjék ezeket a kolóniákat az ellenséges nemzetektől. A SeaQuest DSV című sorozat népszerű volt, 3 évadot élt meg 59 epizóddal. Amerikában az NBC adta 1993. szeptember 12.-től 1996. június 9.-ig. Magyarországon is vetítették ezt a műsort, az RTL Klubon, 1999. március 21-én.

## Szereplők
| Szereplő                            | Színész            | Magyar hang     |
| ----------------------------------- | ------------------ | --------------- |
| Nathan Bridger kapitány             | Roy Scheider       | Fülöp Zsigmond  |
| Dr. Kristin Westphalen              | Stephanie Beacham  | Győry Franciska |
| Katherine Hitchcock korvettkapitány | Stacy Haiduk       | Báthory Orsolya |
| Jonathan Ford parancsnok            | Don Franklin       | Jakab Csaba     |
| Lucas Wolenczak                     | Jonathan Brandis   | Molnár Levente  |
| Benjamin Krieg hadnagy              | John D'Aquino      | Gergely Róbert  |
| Manilow Crocker                     | Royce D. Applegate | Papp János      |
| Timothy O'Neill hadnagy             | Ted Raimi          | Kassai Károly   |
| Miguel Ortiz                        | Marco Sanchez      | Holl Nándor     |
| Marilyn Stark kapitány              | Shelley Hack       | Frajt Edit      |
| Noyce admirális                     | Richard Herd       | Uri István      |